# Birgitta Ulfsson
Birgitta Margaretha Ulfsson (Helsinki, 1º luglio 1928 – Helsinki, 8 ottobre 2017) è stata un'attrice finlandese.

## Biografia
Dal 1952 al 1984 è stata sposata con l'attore Lasse Poysti. Si è risposata nel 2007 con l'attore Iwar Wiklander, deceduto nel 2017. Suo figlio Erik Pöysti e nipote Alma Pöysti sono entrambi attori.

## Filmografia
- Berget på månens baksida - regia di Lennart Hjulström (1983)
- Ormens väg på hälleberget - regia di Bo Widerberg (1986)
- Il figlio della domenica (Söndagsbarn) - regia di Daniel Bergman (1992)